# Syzygie (ésotérisme)
Pour les articles homonymes, voir Syzygie (homonymie).
La syzygie est un terme décrivant l'union en symbiose de figures mythologiques, apparaissant notamment dans la tradition alchimique. Il s'agit de la réunion de couples de contraires, homme et femme, soleil et lune. L'androgyne hermétique en est un des exemples les plus connus.

## Psychanalyse
Carl Gustav Jung a intégré la notion de syzygie dans son interprétation des archétypes inconscients, notamment à travers le couple fondamental d'anima et d'animus lorsque ceux-ci apparaissent symbiotiquement. Le processus de différenciation de ces couples syzygiques fait partie du cheminement de la conscience vers l'illumination.

## Gnose
Pour les gnostiques, les Éons du Plérôme sont regroupés selon la syzygie : chaque Éon mâle inclut un Éon femelle et réciproquement, dont chacun est nettement distinct l'un de l'autre tout en étant inséparablement uni en ne formant qu'un. Dans la gnose valentinienne, les Éons sont généralement désignés par les couples suivants, chaque fois émis selon la syzygie :
- Pro-Père (ou Abîme) et Pensée (ou Silence)
  - Intellect (ou Monogène) et Vérité
    - Logos (ou Parole) et Vie
      - Homme et Église
        - Paraclètos et Pistis
        - Patrikos et Elpis
        - Mètrikos et Agapè
        - Aeinous et Synesis
        - Ekklèsiastikos (se réfère à la richesse et à la liberté) et Makariotès
        - Thelètos et Sagesse

      - Bythios et Mixis
      - Agèratos et Henôsis
      - Autophyès et Hèdonè
      - Akinètos et Syncrasis
      - Monogenès et Makaria